# Abito (filosofia)
Abito, dal latino habitus, che traduce il termine greco aristotelico héxis, può significare un modo di essere, comportamento, disposizione. Il termine abito implica quello derivato e connesso di abitudine a sua volta collegato a carattere.

## Etimologia e significati
La derivazione primitiva del termine è échein che vuol dire possedere: in relazione a questo significato si ha un 
- senso transitivo come il possedere qualcosa coincide con la categoria dell'avere aristotelica[1].

Inteso come avere una forma è il contrario di stéresis, privazione
- in senso intransitivo, riflessivo, l'abito è un modo di essere (in greco antico houtòs échein, possedersi, stare, comportarsi in un certo modo).

In questo secondo senso assume il significato di comportamento che dura nel tempo, una reazione costante di fronte a qualcosa: per esempio reagire bene o male di fronte all'insorgere di passioni

## Disposizione
In questo secondo caso il termine più specifico è quello di 
- disposizione (diàthesis)[4]

intendendo l'abito come una caratteristica costante che resiste ai cambiamenti come ad esempio il sapere o la virtù al contrario ad esempio della malattia o del piacere che invece sono comportamenti discontinui e passeggeri
Mentre 
gli abiti che riguardano la ragione, ad esempio le scienze, si acquisiscono con il tempo tramite l'insegnamento e l'esperienza
gli abiti che si riferiscono alla pratica, alle azioni concrete, si determinano tramite l'abitudine.

## Abitudine e carattere
L'abitudine (ἔθος, èthos) è dunque l'attività pratica di un individuo con un determinato abito. Vale a dire il modo di comportarsi di un individuo a seconda del suo
carattere (ἔθος, èthos)
In questo senso l'individuo agisce secondo un'abitudine, sostiene Aristotele, che non vuol dire conformarsi alla natura, come accade con la sensazione, né contro la natura, come avviene con la violenza ma il carattere 
«è cosa simile alla natura»

poiché tramite la ripetizione continua di comportamenti porta in noi alla luce delle caratteristiche naturali che possediamo in potenza, trasformandole in attuali abiti costanti, quasi in una «seconda natura», una natura acquisita.

## Consuetudine
Abitudine è anche sinonimo di consuetudine (ἔθος, èthos) o familiarità (synetheia) intesa come dimestichezza formatasi dopo ripetute abituali esperienze.
La condotta consuetudinaria e abituale di un individuo, secondo il suo carattere, genera quindi l'etica, un comportamento morale individuale ripetuto e costante.